# Palais de la Porte Dorée
Das Palais de la Porte Dorée ist ein 1931 eröffnetes Ausstellungsgebäude am westlichen Ende des Bois de Vincennes im 12. Pariser Arrondissement.

## Geschichte
Der Palais de la Porte Dorée wurde 1931 nach 18-monatiger Bauzeit anlässlich der im selben Jahr stattfindenden Pariser Kolonialausstellung eröffnet. Als einziges Gebäude der Ausstellung blieb es nach Ende der Veranstaltung erhalten.
Seit Eröffnung des Gebäudes befindet sich im Untergeschoss das Aquarium mit dem Schwerpunkt auf der tropischen Wasserwelt. Nach Abschluss der Kolonialausstellung beherbergte das Palais de la Porte Dorée das Musée des colonies, das mehrfach umbenannt wurde: 1935 in Musée de la France d'Outre-mer, im Zuge der Dekolonisation in Musée des Arts d'Afrique et d'Océanie und ab 1990 in Musée national des Arts d'Afrique et d'Océanie. Die Sammlung zur afrikanischen und ozeanischen Kunst wurde ab 2002 in die des neuerrichteten Musée Branly integriert und wird seit 2006 nun dort gezeigt. Seit 2007 befindet sich die Cité nationale de l’histoire de l’immigration im Palais, ein Museum, das der Immigration nach Frankreich gewidmet ist.

## Architektur
Der von Albert Laprade im Stil des Art déco entworfene Bau wurde mit Elementen traditioneller Architektur der Kolonien angereichert. Eine repräsentative Außentreppe führt mittig zum Haupteingang des Gebäudes. Die Fassade wird von einem 1100 m² großen Relief von Alfred Janniot (1889–1969), der auch für die Inneneinrichtung des 1927 vom Stapel gelaufenen Passagierschiffs Île de France verantwortlich war, beherrscht. Das Relief zeigt die wirtschaftliche Bedeutung der französischen Kolonien. Eine Figur, die zugleich die römische Göttin des Überflusses, Abundantia, wie auch Frankreich selbst darstellt, thront über dem Haupteingang. Die Reichtümer der Kolonien strömen zu ihr: von links die afrikanischen, von rechts die asiatischen. Präsentiert werden sie von imposanten Gestalten, die sich in ungebändigter Natur bewegen. Nach der zeittypischen Rassenlehre idealtypisch gestaltete Figuren und Gesichter repräsentieren einzelne Ethnien. Im monumentalen Stil der Entstehungsjahre wird hier kolonialistische Propaganda bildhauerisch inszeniert.
Das Gebäude steht unter Denkmalschutz. Der für das Immigrationsmuseum erforderliche Umbau ließ das Äußere des Gebäudes unangetastet. Dächer und Fassade des Gebäudes wurden restauriert, als das Gebäude für das neue Museum hergerichtet wurde.

## Innenausstattung
Die Ausstellungsräume gruppieren sich um eine mehrgeschossige zentrale Halle. Sie wird von insgesamt 600 m² großen, von Ducos de la Haille und seinen Schülern von der École des beaux-arts gestalteten Freskos dominiert. Sie stellen den Austausch zwischen dem „Mutterland“ und seinen Kolonien dar, sowohl den Handel als auch die französische „Civilisation“. Im Erdgeschoss befinden sich zwei ovale Empfangsräume. Der Salon Lyautey, wurde vom Generalsekretär der Kolonialausstellung, Marschall Hubert Lyautey, für Empfänge während der Kolonialausstellung genutzt. Die Wände des Salons wurden mit Fresken von André und Ivanna Lemaître gestaltet. Sie zeigen frei gestaltete Szenen mit Motiven aus dem Hinduismus, dem Buddhismus und dem Konfuzianismus. Die Möbel aus Palmholz schuf Eugène Printz (1889–1948). Der Salon Reynaud ist nach dem damaligen Kolonialminister Paul Reynaud benannt. Dieser Salon wurde mit Fresken von Louis Bouquet gestaltet, die sich dem Thema „Afrika“ widmen. Möbliert wurde dieser Salon von Jacques-Émile Ruhlmann.

## Quelle
- Website des Palais de la Porte Dorée, abgerufen am 22. September 2010